# Fairphone
Fairphone è un'azienda nata nei Paesi Bassi nel gennaio 2013, guidata da Bas van Abel, che con l'aiuto della società Waag ha creato la serie degli omonimi smartphone Fairphone, prodotti in condizioni di equità; i minerali, specialmente la columbite-tantalite, provengono da miniere non controllate dai signori della guerra civile che sta devastando la regione del Congo, e i prodotti sono assemblati da lavoratori a cui sono garantiti diritti sindacali.

## Generalità
L'azienda Fairphone si è sviluppata come impresa sociale a partire da un progetto di open design ospitato da Waag nel 2011 ed è diventata un'azienda indipendente nel 2013; presta attenzione ai problemi connessi alla produzione di smartphone, impegnandosi a utilizzare il più possibile componenti provenienti da un commercio equo e solidale. Infatti, in molti casi, per la costruzione di dispositivi elettronici gli operai non sono tutelati da sufficienti diritti del lavoro e diritti umani.
Gli oltre trenta minerali che sono utilizzati per la produzione dello smartphone Fairphone, come la columbite-tantalite, il cobalto, lo stagno, non provengono da miniere controllate da chi ha interessi nella guerra civile nel Congo orientale, così da evitare che i ricavi delle miniere vengano impiegati per l'acquisto di armi nel suddetto conflitto iniziato nell'aprile del 2012.

## Produzione di smartphone
Gli smartphone prodotti sono costituiti da materiali (tra cui oro, cobalto, alluminio, tungsteno, rame, plastica e terre rare) per i quali Fairphone sostiene d'impegnarsi a garantire una fonte di approvvigionamento sostenibile e buone condizioni di lavoro.

### Dispositivi attuali
- Fairphone 4 (2021 - presente, software mantenuto fino al 2026);[10][11]
- Fairphone 5 (2023 - presente, software mantenuto fino al 2031);[12][11]
- Fairphone 6 (2025 - presente).[11]

### Dispositivi passati
- Fairphone 1 (2013-2017);[11]
- Fairphone 2 (2015-2019);[11]
- Fairphone 3 (2019-2021, software mantenuto fino al 2026);[13]
- Fairphone 3+ (2020-2021, software mantenuto fino al 2026);[13]

Smartphone Fairphone prodotti
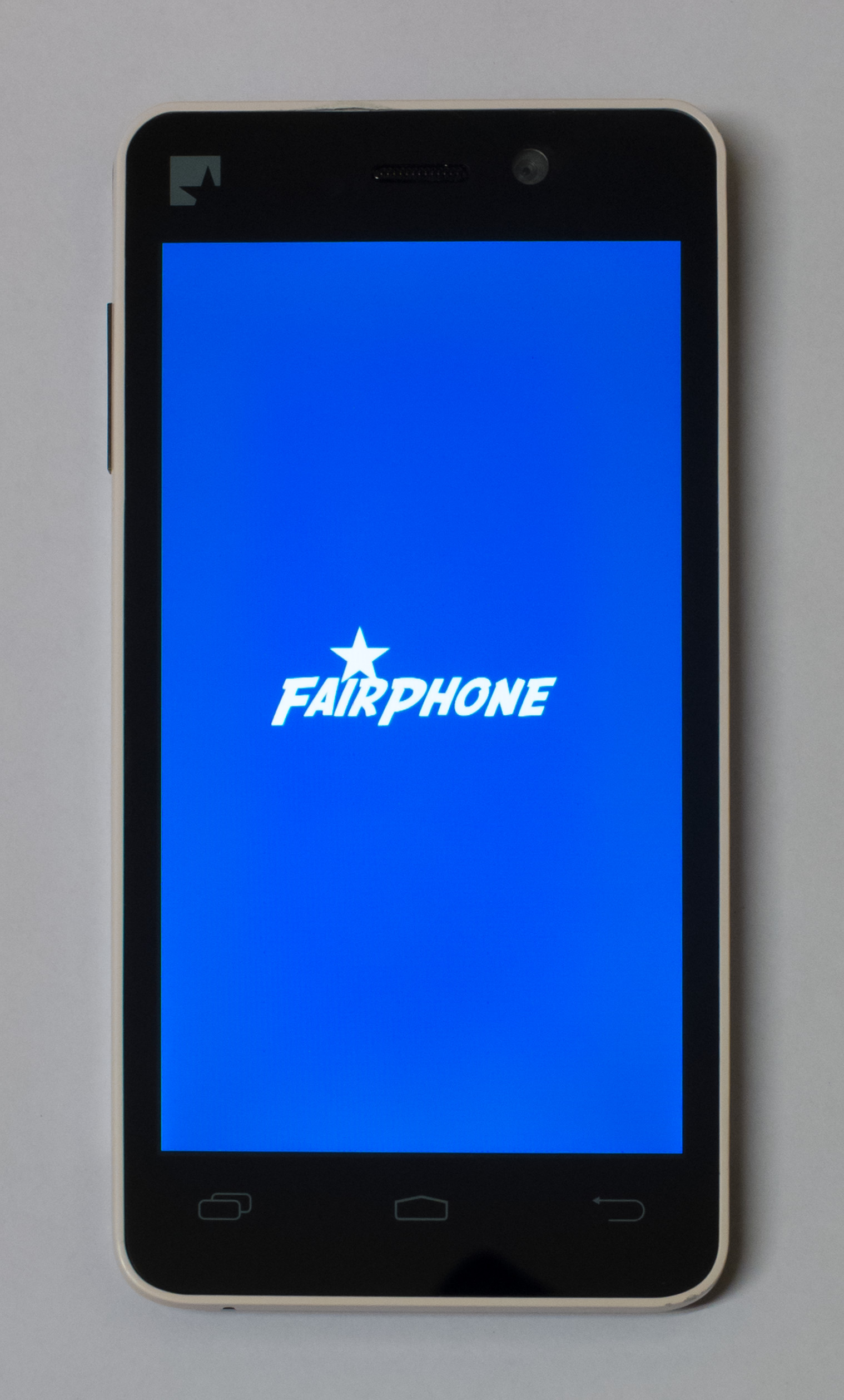
Fairphone 1
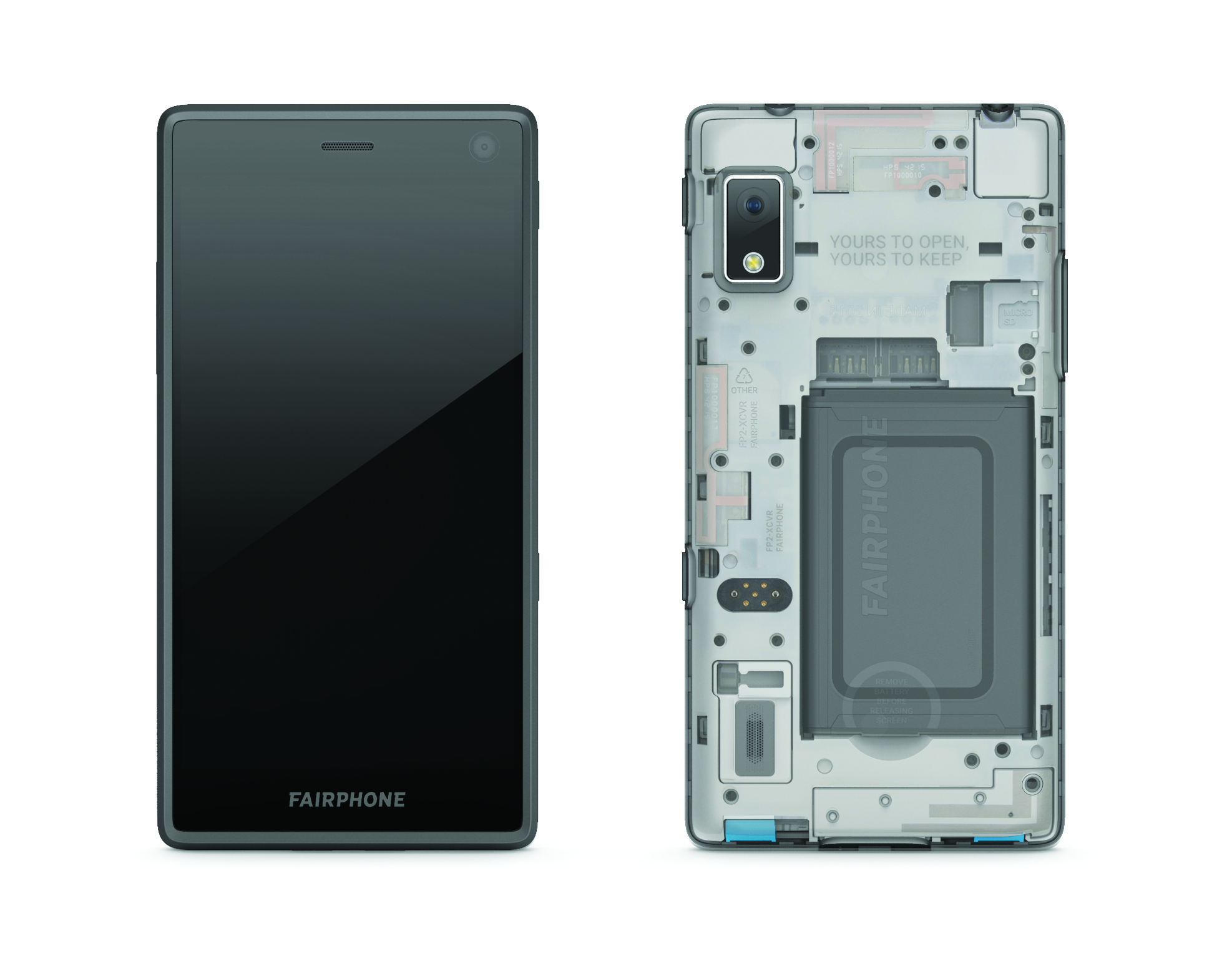
Fairphone 2
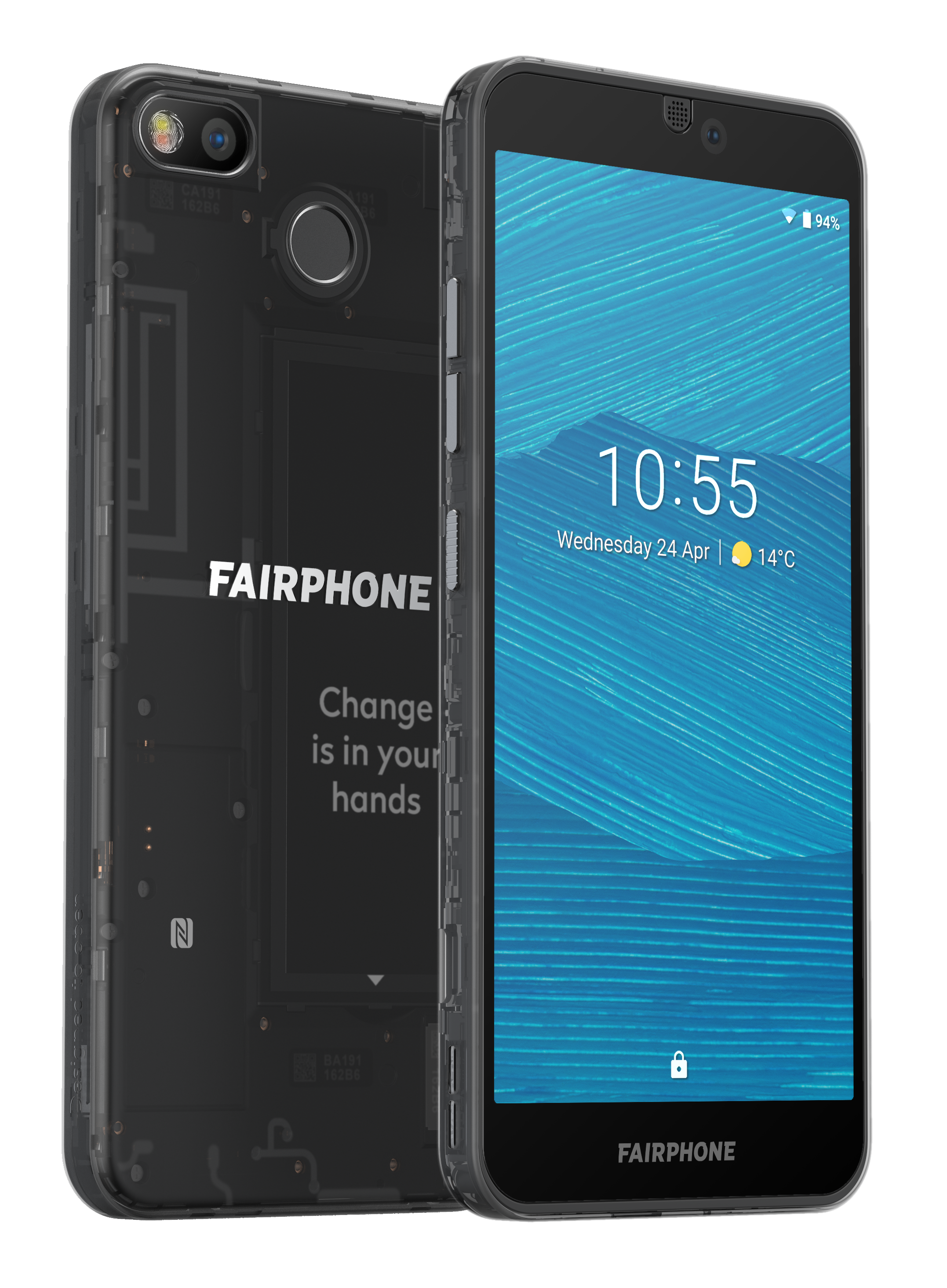
Fairphone 3/3+
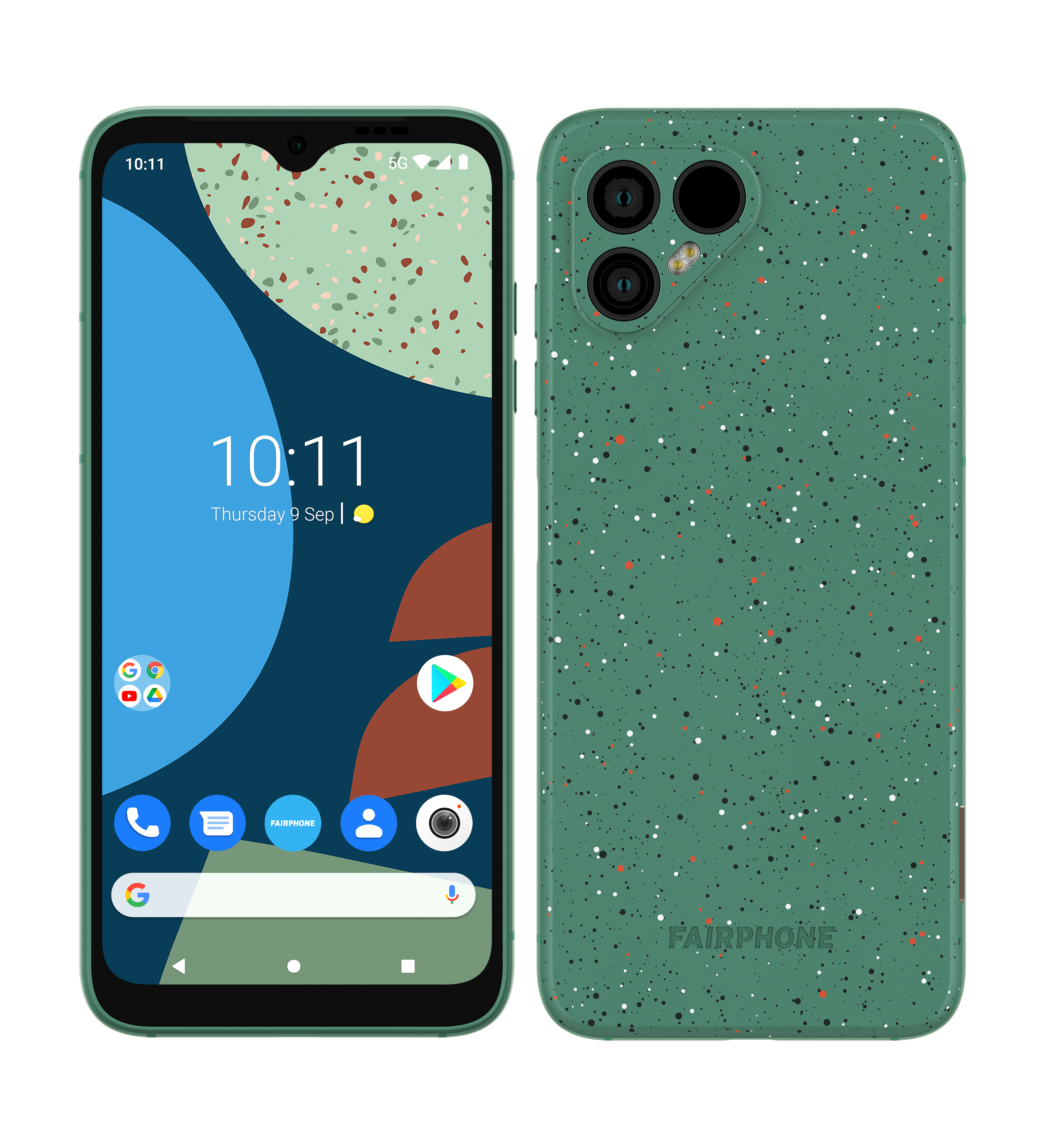
Fairphone 4
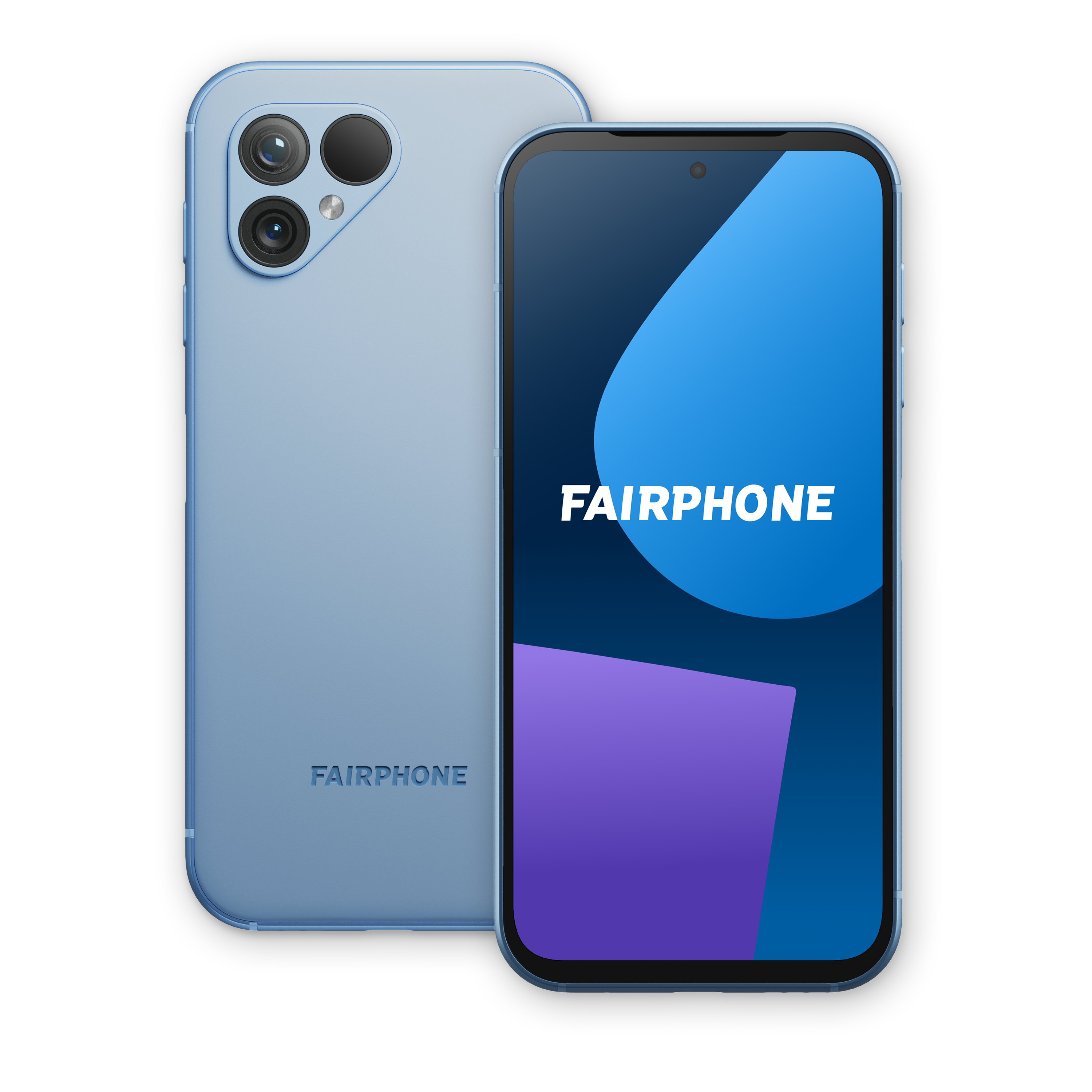
Fairphone 5

### Minerali
Nell'ottobre del 2012 Fairphone ha fatto parte del Conflict Free Tin Initiative (CFTI), progetto di RESOLVE che nella Repubblica Democratica del Congo (RDC) ha ricercato soluzioni attuabili e sostenibili al problema dei "conflict minerals", cioè legato al commercio di minerali gestito da gruppi armati.
L'obbiettivo del programma è stato quello di dimostrare che le aziende possono rifornirsi dalla RDC di minerali non coinvolti in conflitti, in accordo con le linee guida internazionali dell'Organizzazione per la cooperazione e lo sviluppo economico (OCSE).

### Condizioni di lavoro
Gli smartphone prodotti da Fairphone sono prodotti senza sfruttamento dei lavoratori: i fornitori dei materiali utilizzati da Fairphone hanno l'obbligo di assicurare ai lavoratori delle condizioni di lavoro dignitose.

## Vendita
Il primo slot produttivo di 25.000 unità era vincolato al raggiungimento di almeno 5.000 prenotazioni, obiettivo raggiunto nel maggio 2013. I primi dispositivi sono stati consegnati a fine dicembre 2013. Un secondo slot di 35.000 smartphone è stato prodotto a partire da maggio 2014 e venduto fino a gennaio 2015. A febbraio 2015 è iniziata la progettazione del secondo modello di smartphone Fairphone.
Fairphone vende i suoi prodotti attraverso il web e i principali operatori di telefonia mobile come KPN, con cui ha già un contratto per 1.000 pezzi, e operatori come Vodafone e T-Mobile.

## Caratteristiche

### Sistema operativo
Per quanto riguarda il sistema operativo, Fairphone ha deciso di utilizzare di base Android, per il quale è possibile ottenere liberamente i permessi di root; a partire dalla versione 2 dello smartphone Fairphone è possibile scegliere un diverso sistema operativo rispetto a quello preinstallato, tra Ubuntu Touch, Sailfish OS e LineageOS, senza compromettere la garanzia.

### Design e riparabilità
L'azienda Fairphone fornisce la possibilità di personalizzazione del proprio smartphone grazie a una vasta gamma di cover stampabili con stampante 3D.
Inoltre Fairphone garantisce un'ampia durata ai propri smartphone grazie alle guide di riparazione autonoma e alla vendita diretta di componenti di ricambio, per cui iFixit, di cui è partner da aprile 2014, ha fornito un punteggio di 10/10 per la versione 2, 3, 4 e 5. Viene tenuto in conto anche il riciclo di fine vita.

## Critiche
La scelta di utilizzare processori Qualcomm sui dispositivi Fairphone è stata criticata dai manutentori del progetto Replicant. A causa di questa scelta, una versione di Android che utilizzi esclusivamente software libero sarebbe infatti irrealizzabile su un Fairphone in quanto il processore richiederebbe firmware non-libero con blob binari segreti. Il manutentore di Replicant avrebbe suggerito a Fairphone numerosi produttori alternativi a Qualcomm, come ad esempio MX, OMAP, Rockchip e Allwinner.